# Гаджимурадов, Ахмед Гаджимурадович
Ахмед Гаджимурадович Гаджимурадов (21 января 1988 или 21 января 1989) — российский борец греко-римского стиля, призёр чемпионата России.

## Спортивная карьера
В августе 2004 года в Болгарии стал двукратным чемпионом Европы среди кадетов. В ноябре 2009 года стал бронзовым призёром Кубка Харапанды. В мае 2013 года стал бронзовым призёром чемпионата России в Санкт-Петербурге. В июле 2018 года стал серебряным призёром чемпионата ЮФО в Славянске-на-Кубани.

## Спортивные результаты
- Чемпионат России по греко-римской борьбе 2013 — ;